# Jesús Nogueiras
Jesús Nogueiras Santiago (Santa Clara, 17 de julio de 1959) es un Gran Maestro Internacional de ajedrez cubano.

## Palmarés y participaciones destacadas
Fue cinco veces ganador del Campeonato de Cuba de ajedrez, en 1977, 1978, 1984, 1991 y 2000.
En 1977 empató con los jugadores Gerardo Lebredo y José Luis Vilela
En 1984 empató con el gran maestro Amador Rodríguez Céspedes.
Participó representando a Cuba en catorce Olimpíadas de ajedrez en 1980, 1982, 1984, 1986, 1988, 1990, 1992, 1994, 1996, 1998, 2000, 2002 y 2004.